# Famke Janssen
Famke Beumer Janssen (/ˈfɑːmkə ˈdʒænsən/; Amstelveen, 5 de novembre de 1964) és una model i actriu neerlandesa. És coneguda principalment per haver fet de noia Bond a la pel·lícula Goldeneye (1995), i pel paper de Jean Grey dins la saga de pel·lícules basada en X-Men (2000-2006).

## Infància i educació
Janssen va néixer a Amstelveen, als Països Baixos.
El seu nom, Famke, significa "noieta" en frisó occidental, la llengua nativa de la província holandesa de Frísia.
Té dues germanes, la directora Antoinette Beumer i l'actriu Marjolein Beumer.
A més del seu neerlandès natiu, Janssen parla anglès i francès, i va estudiar alemany.
Després de la seva graduació de secundària, Janssen estudià economia durant un any a la Universitat d'Amsterdam. A principis dels anys 1990 va estudiar escriptura creativa i literatura a la Columbia University.

## Carrera
El 1984 Janssen es traslladà als Estats Units per començar la seva carrera professional com a model. Va signar un contracte amb Elite Model Management i treballà per a Yves Saint Laurent, Chanel, i Victoria's Secret. El 1988 va protagonitzar un anunci del perfum Exclamation per Coty, Inc.. Se l'ha comparat amb Hedy Lamarr i altres estrelles de cinema dels anys 40.
Després de retirar-se de model a principis dels 90, Janssen tingué papers convidats en diverses sèries de televisió, incloent-hi un paper protagonista el 1992 a l'episodi "The Perfect Mate" de Star Trek: The Next Generation, al costat de Patrick Stewart, amb qui més tard faria de protagonista a la sèrie de pel·lícules de X-Men. El seu primer paper en cinema va ser el 1992 amb Fathers & Sons.
El 1995, Janssen va aparèixer a la primera pel·lícula de Pierce Brosnan com a James Bond, Goldeneye, en el paper de la femme fatale Xenia Onatopp. També va aparèixer dins Lord of illusions amb Scott Bakula. Per tal de no quedar encasellada en el paper de noia Bond, Janssen començà a buscar altres papers, apareixent a City of Industry de John Irvin, Celebrity de Woody Allen, The Gingerbread Man de Robert Altman, i Monument Ave. de Ted Demme. A finals dels 90 també va participar a 'The Faculty, Rounders, Deep Rising, i House on Haunted Hill.
L'any 2000 Janssen interpretà el paper de la superheroïna Jean Grey dins la primera pel·lícula de la saga de X-Men. Reprengué el mateix paper dins les seqüeles de 2003 i 2006, per la qual guanyà el Saturn Award for Best Supporting Actress. A més, Janssen tingué un paper important dins la segona temporada de la sèrie de televisió Nip/Tuck, com la seductora coach Ava Moore, paper que reprengué en els dos últims capítols de la sèrie.
El 2007 protagonitzà Turn the River, de Chris Eigeman, per la qual rebé el Special Recognition Best Actress Award al Festival Internacional de Cinema de The Hamptons. L'any següent feu de protagonista a Taken, de Luc Besson. Janssen també continuà treballant en televisió, apareixent en episodis pilot del drama policial Winters de la NBC i The Farm de Showtime; pilots que van ser rebutjats.
El 2011 Janssen debutà com a directora i guionista amb el drama Bringing Up Bobby, protagonitzat per Milla Jovovich, Bill Pullman i Marcia Cross.

## Vida personal
Janssen va estar casada amb l'escriptor i director Kip Williams des de 1995 fins a 2000.
L'any 2008 va ser nomenada ambaixadora de la bona voluntat per l'Oficina de les Nacions Unides contra la Droga i el Delicte.

## Filmografia
| Any  | Títol                                                                     | Personatge                   | Notes                                                                                         |
| ---- | ------------------------------------------------------------------------- | ---------------------------- | --------------------------------------------------------------------------------------------- |
| 1992 | Star Trek: The Next Generation                                            | Kamala                       | Sèrie de TV                                                                                   |
| 1992 | Fathers & Sons                                                            | Kyle Christian               |                                                                                               |
| 1994 | The Untouchables                                                          | Cleo                         | Sèrie de TV                                                                                   |
| 1994 | Melrose Place                                                             | Diane Adamson                | Sèrie de TV                                                                                   |
| 1994 | Model by Day                                                              | Lady X                       | Telefilm                                                                                      |
| 1994 | Relentless IV: Ashes to Ashes                                             | Dr. Sara Lee Jaffee          |                                                                                               |
| 1995 | GoldenEye                                                                 | Xenia Onatopp                | Nominada a MTV Movie Award for Best Fight                                                     |
| 1995 | El senyor de les il·lusions (Lord of Illusions)                           | Dorothea Swann               |                                                                                               |
| 1996 | Dead Girl                                                                 | Treasure                     |                                                                                               |
| 1997 | Comptes pendents (City of Industry)                                       | Rachel Montana               |                                                                                               |
| 1998 | Monument Ave.                                                             | Katy                         |                                                                                               |
| 1998 | Conflicte d'interessos (The Gingerbread Man)                              | Leeanne Magruder             |                                                                                               |
| 1998 | Deep Rising                                                               | Trillian St. James           |                                                                                               |
| 1998 | RPM                                                                       | Claudia Haggs                |                                                                                               |
| 1998 | Rounders                                                                  | Petra                        |                                                                                               |
| 1998 | Celebrity                                                                 | Bonnie                       |                                                                                               |
| 1998 | The Adventures of Sebastian Cole                                          | Fiona                        |                                                                                               |
| 1998 | The Faculty                                                               | Miss Elizabeth Burke         |                                                                                               |
| 1999 | House on Haunted Hill (La mansió de les tenebres) (House on Haunted Hill) | Evelyn Stockard-Price        | Nominada a Blockbuster Entertainment Awards for Favorite Supporting Actress - Horror          |
| 2000 | Amor i sexe (Love & Sex)                                                  | Kate Welles                  |                                                                                               |
| 2000 | Cercle del crim (Circus)                                                  | Lily Garfield                |                                                                                               |
| 2000 | X-Men                                                                     | Jean Grey                    |                                                                                               |
| 2000 | Ally McBeal                                                               | Jamie                        | Sèrie de TV                                                                                   |
| 2001 | Made                                                                      | Jessica                      |                                                                                               |
| 2001 | Don't Say a Word                                                          | Aggie Conrad                 | Nominada a Blockbuster Entertainment Awards for Favorite Supporting Actress – Science Fiction |
| 2002 | Soc espia (I Spy)                                                         | Agent especial Rachel Wright |                                                                                               |
| 2003 | X-Men 2                                                                   | Jean Grey                    |                                                                                               |
| 2004 | Nip/Tuck                                                                  | Ava Moore                    | Sèrie de TV                                                                                   |
| 2004 | Eulogy                                                                    | Judy Arnolds                 |                                                                                               |
| 2005 | Fet i amagar (Hide and Seek)                                              | Dr. Katherine Carson         |                                                                                               |
| 2006 | X-Men: La decisió final                                                   | Jean Grey                    | Saturn Award for Best Supporting Actress Nominada a Teen Choice Award for Choice Liplock      |
| 2006 | The Treatment                                                             | Allegra Marshall             |                                                                                               |
| 2007 | The Ten                                                                   | Gretchen Reigert             |                                                                                               |
| 2007 | Turn the River                                                            | Kailey Sullivan              | Hamptons International Film Festival Special Recognition Best Actress Award                   |
| 2007 | Winters                                                                   | Christie Winters             | Capítol pilot TV                                                                              |
| 2008 | The Wackness                                                              | Kristen Squires              |                                                                                               |
| 2008 | Taken                                                                     | Lenore "Lenny" Mills         |                                                                                               |
| 2008 | 100 Feet                                                                  | Marnie Watson                |                                                                                               |
| 2008 | Puppy Love                                                                | Maya                         | Curtmetratge                                                                                  |
| 2009 | The Farm                                                                  | Valentina Galindo            | Capítol pilot TV                                                                              |
| 2010 | Nip/Tuck                                                                  | Ava Moore                    | Sèrie de TV                                                                                   |
| 2010 | The Chameleon                                                             | Jennifer Johnson             |                                                                                               |
| 2010 | Down the Shore                                                            | Mary                         |                                                                                               |
| 2011 | Bringing Up Bobby                                                         |                              | Debut com a directora                                                                         |
| 2012 | Taken 2                                                                   | Lenore "Lenny" Mills         |                                                                                               |
| 2013 | Hansel and Gretel: Witch Hunters                                          | Muriel                       |                                                                                               |
| 2013 | Hemlock Grove                                                             | Olivia Godfrey               | Sèrie de TV                                                                                   |
| 2019 | The Poison Rose                                                           |                              |                                                                                               |